# Maria Klementine von Österreich (1777–1801)

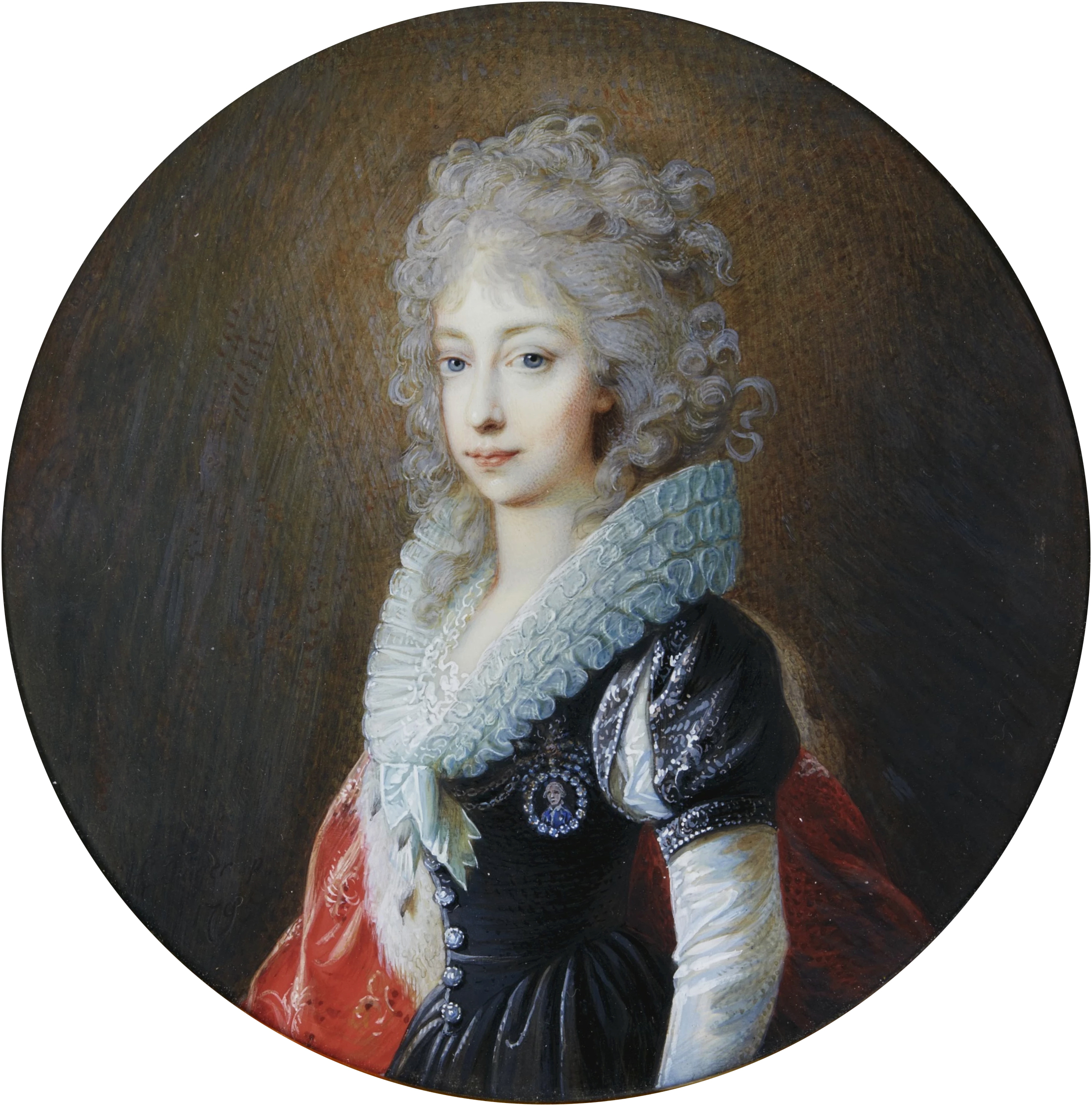
Erzherzogin Maria Klementine von Österreich

Maria Klementine Josepha Johanna Fidelis (* 24. April 1777 in Poggio; † 15. November 1801 in Neapel) war eine Erzherzogin von Österreich.

## Leben

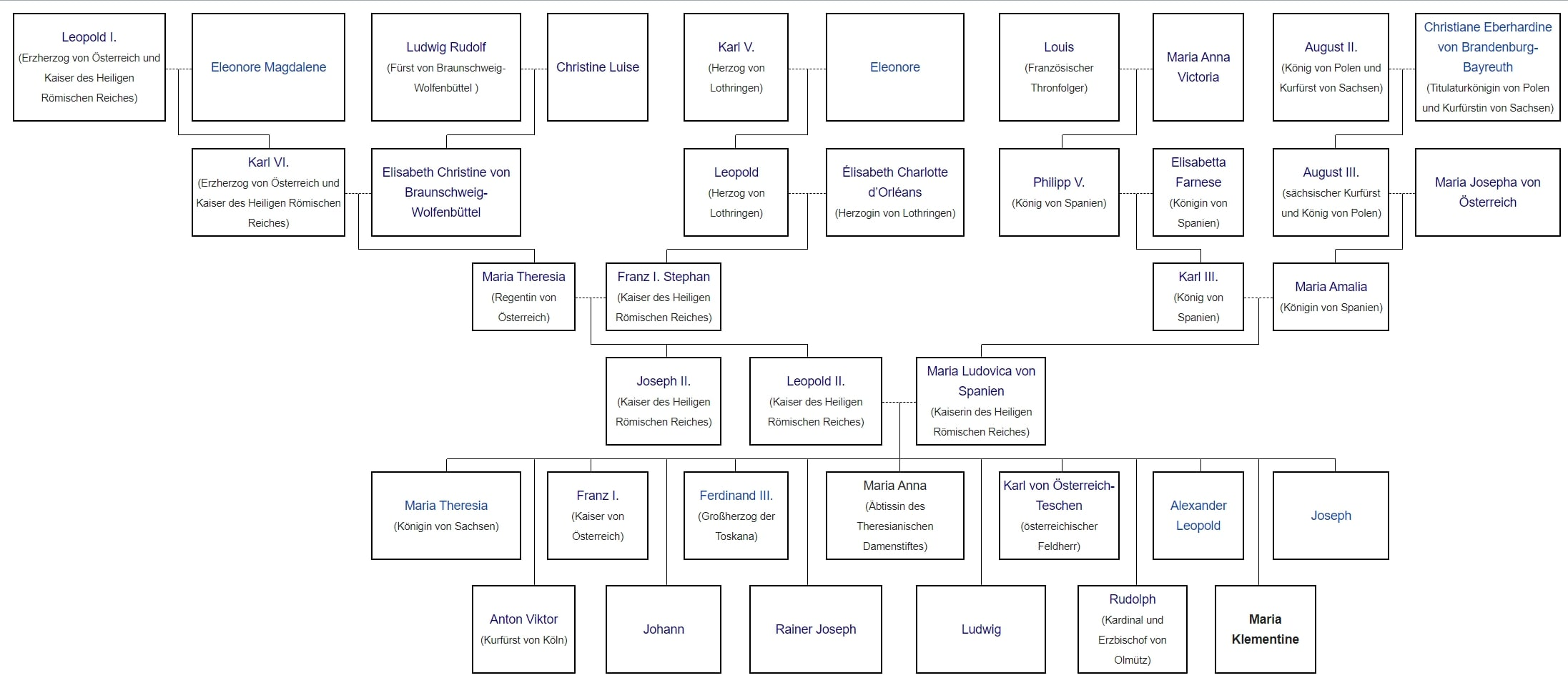
Stammbaum von Maria Klementine

Erzherzogin Maria Klementine war eine Tochter von Leopold II., Kaiser des Heiligen Römischen Reiches von 1790 bis 1792, sowie König von Böhmen, Ungarn und Kroatien aus dem Haus Habsburg-Lothringen und der Prinzessin Maria Ludovica von Spanien.
Nachdem Leopold II. 1790 den Kaisertitel erhalten hatte, vereinbarte er eine Dreifachhochzeit seiner Kinder mit drei Kindern seiner Lieblingsschwester Maria Karolina: Seine Söhne Franz und Ferdinand erhielten Maria Karolinas Töchter Maria Theresia bzw. Luisa zur Gemahlin, während für Maria Klementine ihr Cousin Franz I. di Borbone, der spätere König von Neapel-Sizilien, als Gatte ausgesucht wurde. Da Maria Klementine zu diesem Zeitpunkt erst 13 Jahre alt war, wurde sie zwar am 19. September 1790 in Wien ihrem Bräutigam per procuram angetraut, ihre persönliche Hochzeit mit Franz fand aber erst am 25. Juni 1797 in Foggia statt. Ihre Schwiegermutter war als Schwester von Kaiser Leopold II gleichzeitig ihre Tante.
Die Ehe von Maria Klementine verlief glücklich, und sie brachte zwei Kinder zur Welt. Sie litt aber an einer schweren Lungenkrankheit, an der sie, weiter durch ihre Geburten geschwächt, am 15. November 1801 mit nur 24 Jahren starb. Sie wurde in der Grabkapelle der Bourbonen in der Basilika Santa Chiara in Neapel beigesetzt.

## Vorfahren
| Ahnentafel von Maria Klementine von Österreich | Ahnentafel von Maria Klementine von Österreich                                                    | Ahnentafel von Maria Klementine von Österreich                                                    | Ahnentafel von Maria Klementine von Österreich                                                   | Ahnentafel von Maria Klementine von Österreich                                                                  | Ahnentafel von Maria Klementine von Österreich                               | Ahnentafel von Maria Klementine von Österreich                                   | Ahnentafel von Maria Klementine von Österreich                                                  | Ahnentafel von Maria Klementine von Österreich                                              |
| ---------------------------------------------- | ------------------------------------------------------------------------------------------------- | ------------------------------------------------------------------------------------------------- | ------------------------------------------------------------------------------------------------ | --- | ---------------------------------------------------------------------------- | -------------------------------------------------------------------------------- | ----------------------------------------------------------------------------------------------- | ------------------------------------------------------------------------------------------- |
| Ururgroßeltern                                 | Herzog Karl V. Leopold (1643–1690) ⚭ 1678 Eleonore von Österreich (1653–1697)                     | Philipp I. von Bourbon (1640–1701) ⚭ 1671 Liselotte von der Pfalz (1652–1722)                     | Kaiser Leopold I. (1640–1705) ⚭ 1676 Eleonore Magdalene von Pfalz-Neuburg (1655–1720)            | Herzog Ludwig Rudolf von Braunschweig-Wolfenbüttel (1671–1735) ⚭ 1690 Christine Luise von Oettingen (1671–1747) | Ludwig von Frankreich (1661–1711) ⚭ 1680 Maria Anna von Bayern (1660–1690)   | Odoardo II. Farnese (1666–1693) ⚭ 1690 Dorothea Sophie von der Pfalz (1670–1748) | König August II. (1670–1733) ⚭ 1693 Christiane Eberhardine von Brandenburg-Bayreuth (1671–1727) | Kaiser Joseph I. (1678–1711) ⚭ 1699 Wilhelmine Amalie von Braunschweig-Lüneburg (1673–1742) |
| Urgroßeltern                                   | Herzog Leopold Joseph von Lothringen (1679–1729) ⚭ 1698 Élisabeth Charlotte d’Orléans (1676–1744) | Herzog Leopold Joseph von Lothringen (1679–1729) ⚭ 1698 Élisabeth Charlotte d’Orléans (1676–1744) | Kaiser Karl VI. (1685–1740) ⚭ 1708 Elisabeth Christine von Braunschweig-Wolfenbüttel (1691–1750) | Kaiser Karl VI. (1685–1740) ⚭ 1708 Elisabeth Christine von Braunschweig-Wolfenbüttel (1691–1750)                | König Philipp V. (1683–1746) ⚭ 1714 Elisabetta Farnese (1692–1766)           | König Philipp V. (1683–1746) ⚭ 1714 Elisabetta Farnese (1692–1766)               | König August III. (1696–1763) ⚭ 1719 Maria Josepha von Österreich (1699–1757)                   | König August III. (1696–1763) ⚭ 1719 Maria Josepha von Österreich (1699–1757)               |
| Großeltern                                     | Kaiser Franz I. Stephan (1708–1765) ⚭ 1736 Maria Theresia (1717–1780)                             | Kaiser Franz I. Stephan (1708–1765) ⚭ 1736 Maria Theresia (1717–1780)                             | Kaiser Franz I. Stephan (1708–1765) ⚭ 1736 Maria Theresia (1717–1780)                            | Kaiser Franz I. Stephan (1708–1765) ⚭ 1736 Maria Theresia (1717–1780)                                           | König Karl III. (1716–1788) ⚭ 1738 Maria Amalia von Sachsen (1724–1760)      | König Karl III. (1716–1788) ⚭ 1738 Maria Amalia von Sachsen (1724–1760)          | König Karl III. (1716–1788) ⚭ 1738 Maria Amalia von Sachsen (1724–1760)                         | König Karl III. (1716–1788) ⚭ 1738 Maria Amalia von Sachsen (1724–1760)                     |
| Eltern                                         | Kaiser Leopold II. (1747–1792) ⚭ 1765 Maria Ludovica von Spanien (1745–1792)                      | Kaiser Leopold II. (1747–1792) ⚭ 1765 Maria Ludovica von Spanien (1745–1792)                      | Kaiser Leopold II. (1747–1792) ⚭ 1765 Maria Ludovica von Spanien (1745–1792)                     | Kaiser Leopold II. (1747–1792) ⚭ 1765 Maria Ludovica von Spanien (1745–1792)                                    | Kaiser Leopold II. (1747–1792) ⚭ 1765 Maria Ludovica von Spanien (1745–1792) | Kaiser Leopold II. (1747–1792) ⚭ 1765 Maria Ludovica von Spanien (1745–1792)     | Kaiser Leopold II. (1747–1792) ⚭ 1765 Maria Ludovica von Spanien (1745–1792)                    | Kaiser Leopold II. (1747–1792) ⚭ 1765 Maria Ludovica von Spanien (1745–1792)                |
| Maria Klementine von Österreich                |                                                                                                   |                                                                                                   |                                                                                                  | |                                                                              |                                                                                  |                                                                                                 |                                                                                             |

## Nachkommen
1. Marie Caroline von Neapel-Sizilien (1798–1870)
2. Ferdinando von Neapel-Sizilien (1800–1801)